# 絶世美人
「絶世美人」（ぜっせいびじん）は、絶望少女達の2枚目のシングル。 2007年9月26日に スターチャイルドから発売された。

## 概要
テレビアニメ『さよなら絶望先生』のエンディング曲及び収録されたシングルのタイトル。初回盤は、第2話のエンドカード（画：上条明峰）が封入された。ジャケットはオープニングCDに続いて、総作画監督の守岡英行が描いている。

## 収録曲
1. 絶世美人 [3:40]
歌：絶望少女達[メンバー 1]
作詞：只野菜摘、作曲・編曲：橋本由香利
2. かげろう [3:36]
歌：絶望少女達[メンバー 2]
作詞：菊谷知樹・こだまさおり、作曲・編曲：菊谷知樹
風浦可符香がメインボーカル、常月まといと小森霧がコーラスを担当している。
3. 絶世美人（歌無し）
4. かげろう（可符香無し）

## 収録アルバム
| 曲名     | 収録アルバム   | 発売日        | 備考                     |
| -------- | -------------- | ------------- | ------------------------ |
| 絶世美人 | 『絶望大殺界』 | 2008年5月14日 | コンピレーションアルバム |
| かげろう | 『絶望大殺界』 | 2008年5月14日 | コンピレーションアルバム |

## カバー・アレンジ
- 小森霧（谷井あすか）、常月まとい（真田アサミ） - 「かげろう（粘着質倍増）」として、アルバム『絶望歌謡大全集』（2007年11月21日）に収録。原曲でコーラスを担当していた2人がメインボーカルを担当している。

### ユニットメンバー
1. ↑  風浦可符香（野中藍）、木津千里（井上麻里奈）、木村カエレ（小林ゆう）、日塔奈美（新谷良子）
2. ↑  風浦可符香（野中藍）、常月まとい（真田アサミ）、小森霧（谷井あすか）